# 조원민
조원민(1972년 2월 14일 ~ )은 대한민국의 가수 및 작사가 겸 작곡가이며 음반 프로듀서 겸 음반 디렉터이다.

## 이력
그는 1994년 언더그라운드 라이브 클럽에서 록 음악 가수 겸 기타리스트 첫 데뷔하였고 이후 가수 백지영, 이영준, 서연 등의 음반 프로듀서와 보컬 음악 그룹 유리상자의 음반 디렉터로 활약을 하였고 그에 아울러 작곡가 활약을 병행하다가 2004년 포크 팝 음악 가수 박강수의 음반에 작곡가와 피처링 참여를 하였고 2009년 보컬 음악 그룹 녹색지대의 구성원으로 합류하였으나 보컬 음악 그룹 녹색지대 해체 이후 2012년 본격 솔로 가수 전향을 하였다.
최근에 e스포츠 오버워치종목 루나틱하이 감독을 사퇴하였다.

## 관련 활동
그는 2009년부터 2012년까지 녹색지대 구성원으로 활약하였다.

## 같이 보기
- 김범룡
- 심신
- 권선국
- 곽창선
- 김알음